# جاتیا سانگساد
جاتیا سانگساد ("پارلمان ملی"; بنگالی: জাতীয় সংসদ Jatiyô Sôngsôd), که اغلب به آن سانگساد یا جی اس گفته می‌شود و به خانه ملت نیز شناخته می‌شود، قوه مقننه بنگلادش است. پارلمان کنونی بنگلادش متشکل از ۳۵۰ کرسی است که ۵۰ تا از آنها برای زنان رزرو شده‌است که به نسبت احزاب منتخب در پارلمان تخصیص می‌یابد.
رهبر حزب در اکثریت نخست‌وزیر بنگلادش و رئیس حکومت می‌شود. رئیس‌جمهور بنگلادش به‌طور تشریفاتی رئیس کشور، است و از سوی پارلمان انتخاب می‌شود. از انتخابات سال ۲۰۰۸ تا کنون حزب اکثریت عوامی لیگ بنگلادش و توسط نخست‌وزیر شیخ حسینه رهبری می‌شود.